# 大日經

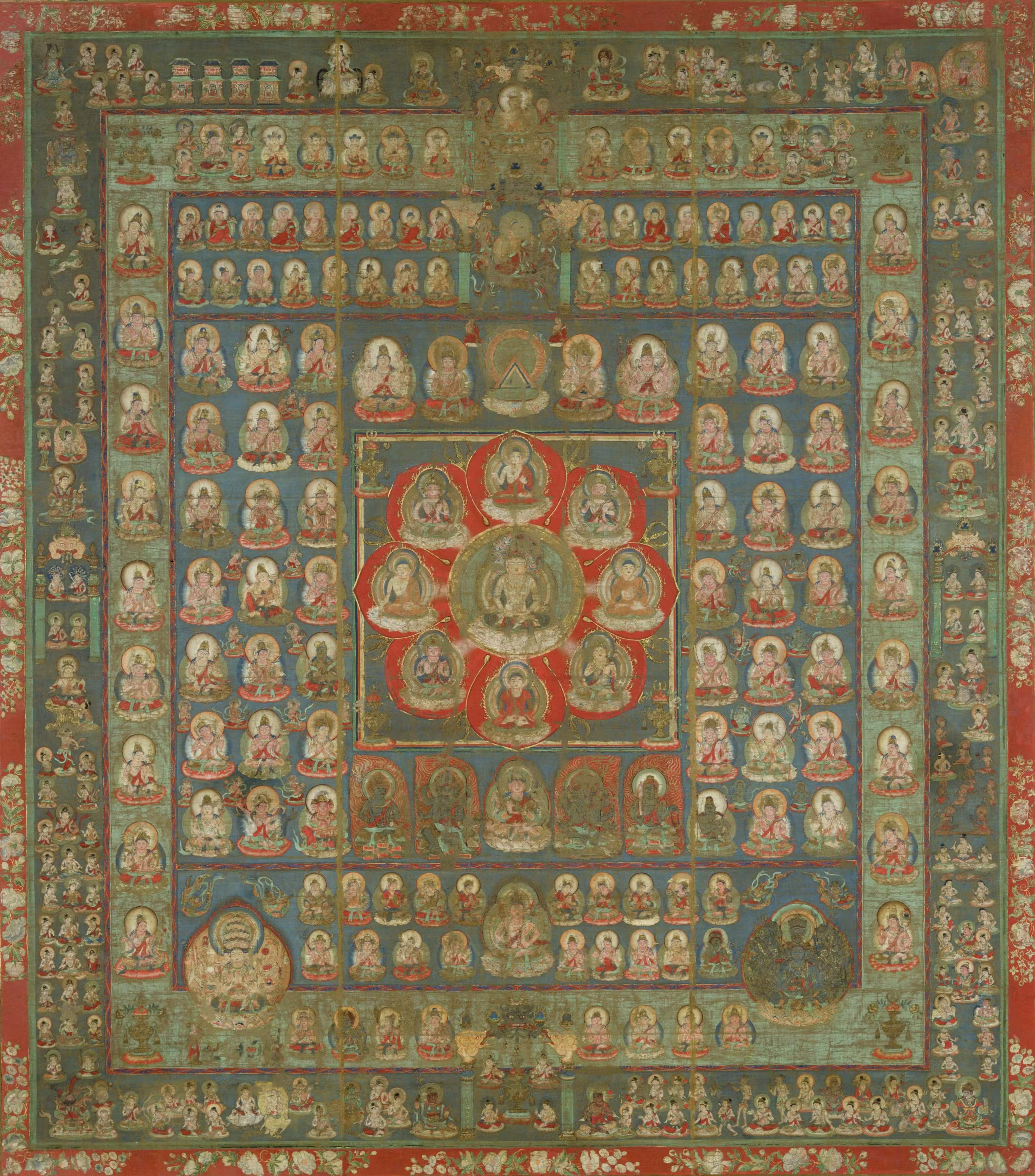
胎藏界曼荼羅。其中部的中台八葉院內的佛像，由上方開始順時針方向起，分別為寶幢如來、普賢菩薩、開敷華王如來、文殊菩薩、阿彌陀如來、彌勒菩薩、天鼓雷音如來、觀音菩薩，中央為大日如來。

《大日經》共七卷，全名為《大毗盧遮那成佛神變加持經》，略稱《毗盧遮那成佛經》、《大毗盧那經》。唐代善無畏三藏、一行禪師等譯。為中國漢傳密宗所依密教經典之一。為密宗胎藏界之經典。其注釋書《大日經疏》在漢傳密宗中也十分著名。

## 內容
不空三藏《都部陀羅尼目》：
|  | 依《毘盧遮那成道經》，大本十萬偈，可有三百卷經，唐國所譯，略本七卷。此經中，說一百六十心，十緣生句，及五輪：地輪、水輪、火輪、風輪、空輪也。此經中，二種修行，菩提心以為因，大悲以為根本，方便為究竟，依勝義、世俗二諦。 若依勝義修行，建立法身曼茶羅，是故此經中說：先稱虛空中曼茶羅，是故觀本尊法身，遠離形色，猶如虛空，住如是三摩地。 若依世俗諦修行，依四輪，以為曼茶羅：本尊聖者，若黃色，住地輪曼茶羅（其形方名金輪）。聖者，若白色，住水輪曼茶羅（其形圓名水輪）。聖者，若赤色，住火輪曼茶羅（其形三角）。聖者，若青、若黑，住風輪曼茶羅（其形如半月）。 大曼茶羅，安於八葉蓮花臺，五佛、四菩薩，安於臺葉中。曼荼羅外，又有三種曼茶羅：一者、一切如來曼茶羅，二者、釋迦牟尼曼茶羅，三者、文殊師利曼茶羅。此曼茶羅，名為大悲胎藏曼茶羅。 若弟子受灌頂法，小曼茶羅，極微妙委曲，餘部所不代。 此中修行供養，兼存二種法，謂：事與理，為二也。此經中，護摩火天，有四十種，就中一十二種火，為最勝。爐形及木，有乳果類苦練，所用各不同，東西南北，祈願各殊。內外護摩，亦依五輪，求四種事，速疾成就，息災、增益、降伏、敬愛，所請火天，各各不同，寂靜、熙怡、忿怒、喜怒，次第應知。 |

## 主旨
《大日經》為毗盧遮那佛（大日如來），在薄伽梵如來加持金剛法界宮所說。毗盧遮那佛為金剛手秘密主等說法 ，旨在開示一切眾生本有清淨菩提心所具之無盡莊嚴藏，論述一切眾生本有如實自知的清淨菩提心，修證悟入的"三密"法門。示以本有本覺曼陀羅為主旨。

### 救渡一切眾生
根據《梵網經》的記載，毗盧遮那佛於百阿僧袛劫修行心地法門，成等正覺，住蓮華台藏世界海，其台周遍有千葉，毗盧遮那佛化千身釋迦佛住千世界。於每一葉世界復有百億之須彌，百億之日月，百億之四天下，乃百億之菩薩釋迦坐百億之菩提樹下，宣說菩薩之心地法門。從而，以密法救渡一切眾生，妙演陀羅尼身、口、意三業轉三密，毗盧遮那佛於《大日經》中宣說救渡眾生的種種方便。

### 阿字本不生心地為宗
《大日經》共計三十六品，頓漸兼勝，理事並融。《大日經》全經以阿字本不生之心地為宗，以如實自如，悟無生智，獲無相悉地為根本旨趣。前六卷三十一品為《大日經》之主體，第七卷五品屬供養法。

### 入真言門住心品
入真言門住心品為《大日經》之序品，闡述密教基本教相。
其中“ 菩提心為因，大悲為根，方便為究竟”三句，統釋《大日經》全經之根本宗旨，三句集合在一起,構成一個完整的救渡外道的思想理念。把救渡無量眾生,特別是救渡外道,救渡外道中的上根眾生,作為密教行者的歷史使命。發三乘之所未發(三乘是指聲聞乘、緣覺乘、菩薩乘之大乘顯教)。
“菩提心為因，大悲為根，方便為究竟”貫穿了《大日經》的全經。毗盧遮那大日的光輝，照亮了密教行者救渡無量眾生的神聖之路。

## 引用资源
- 《大毗盧遮那成佛神變加持經略 示七支念誦隨行法》一卷、唐不空譯
- 《大日經略攝念誦隨行法》(又稱《五支略念誦要行法》) 一卷、唐不空譯
- 《毗盧遮那五字真言修習儀軌》一卷唐不空譯
- 《梵網經》